# Aloe somaliensis
Aloe somaliensis ist eine Pflanzenart der Gattung der Aloen in der Unterfamilie der Affodillgewächse (Asphodeloideae). Das Artepitheton somaliensis verweist auf das Vorkommen der Art in Somalia.

## Beschreibung

### Vegetative Merkmale
Aloe somaliensis wächst stammlos oder kurz stammbildend, ist einfach oder sprossend und bildet dann kleine Gruppen. Die zwölf bis 16 lanzettlich verschmälerten Laubblätter bilden dichte Rosetten. Die glänzend bräunlich grüne Blattspreite ist 18 bis 35 Zentimeter lang und 7 Zentimeter breit. Auf ihr sind zahlreiche blasse bis dunkle verlängerte Flecken vorhanden. Die Blattoberfläche ist glatt. Die stechenden, rötlich braunen Zähne am Blattrand sind 4 Millimeter lang und stehen 8 bis 10 Millimeter voneinander entfernt. Der Blattsaft ist trocken braun.

### Blütenstände und Blüten
Der fast aufrechte bis schiefe Blütenstand besteht aus fünf bis acht Zweigen und erreicht eine Länge von 60 bis 80 Zentimeter. Die unteren Zweige sind gelegentlich nochmals verzweigt. Die ziemlich dichten, zylindrischen Trauben sind 15 bis 20 Zentimeter lang und 5 bis 6 Zentimeter breit. An schiefen Zweigen sind die Blüten einseitswendig. Die eiförmig verschmälerten Brakteen weisen eine Länge von etwa 8 Millimeter auf und sind 4 Millimeter breit. Die rosarötlich scharlachroten Blüten sind winzig weiß gesprenkelt und stehen an 8 Millimeter langen Blütenstielen. Die Blüten sind 28 bis 30 Millimeter lang und an ihrer Basis gerundet. Auf Höhe des Fruchtknotens weisen die Blüten einen Durchmesser von 9 Millimeter auf. Darüber sind sie sehr leicht verengt. Ihre äußeren Perigonblätter sind auf einer Länge von 10 Millimetern nicht miteinander verwachsen. Die Staubblätter ragen 1 bis 2 Millimeter, der Griffel 3 Millimeter aus der Blüte heraus.

### Genetik
Die Chromosomenzahl beträgt {\displaystyle 2n=14}.

## Verbreitung, Systematik und Gefährdung
Aloe somaliensis ist in Somalia in Höhen von 1400 bis 1700 Metern verbreitet.
Die Erstbeschreibung durch William Watson wurde 1899 veröffentlicht. Ein nomenklatorisches Synonym ist Aloe somaliensis var. marmorata Reynolds & P.R.O.Bally (1964).
In der Roten Liste gefährdeter Arten der IUCN wird die Art als „Vulnerable (VU)“, d. h. als gefährdet geführt.

## Nachweise